# Valor universal
Un valor es universal si tiene el mismo valor para todos, o casi todas las personas. Las esferas de valor humano abarcan moralidad, preferencia estética, modelo de los 5 grandes, progreso social, y orden social.   La existencia de valores universales es una conjetura no demostrada de la filosofía moral y antropología cultural,  aunque es evidente que ciertos valores se encuentran en una gran diversidad de culturas humanas, como los atributos primarios de atractivo físico (p. ej. juventud, simetría) mientras que otros atributos (p. ej. esbeltez) están sujetos a relativismo estético regido por normas culturales.  Esta objeción no es limitada a estética.  El relativismo relativo a la  moral se conoce como relativismo moral, una postura filosófica opuesta a la existencia de valores morales universales. 
La reivindicación para valores universales puede ser entendida en dos maneras diferentes. En primer lugar,  podría ser que algo que tiene un valor universal cuándo todo el mundo lo encuentra valioso. Esto fue la interpretación de Isaiah Berlín del término. Según Berlín, "...Valores universales....son valores que un gran número de seres humanos en gran mayoría de los lugares y situaciones vasta de sitios y situaciones, en casi todo momentos, de hecho aguanta en común, si conscientemente y explícitamente o cuando expresado en su comportamiento..." En segundo lugar, algo podría tener un valor universal cuando todas las personas tienen razón. para creer que tiene valor. Amartya Sen Interpreta el término de esta manera, señalando que cuándo Mahatma Gandhi argumentó que no-la violencia es un valor universal, estaba argumentando que todas las  personas tienen razones para valorar no violencia, no que todas las  personas actualmente valoran no violencia. Se ha afirmado que Muchos las cosas diferentes tienen un valor universal, por ejemplo, fertilidad, placer, y democracia. La cuestión de si algo tiene valor es de valor universal, y, en caso afirmativo,  cuales son esa o esas cosas, es un tema relevante en psicología, ciencia política, y filosofía, entre otros campos

## Perspectivas de las diversas disciplinas

### Filosofía
El estudio filosófico del valor universal aborda cuestiones como el significado del valor universal o la existencia de valores universales.

### Sociología
El estudio sociológico del valor universal aborda cómo se forman esos valores en una sociedad.

### La psicología y la búsqueda de los valores universales
S. H. Schwartz, junto con un número de colegas psicólogos, ha llevado a cabo la investigación empírica que intenta averiguar si existen valores universales, y cuales son estos valores. Schwartz definió los "valores" como "las concepciones de lo deseable que influyen en la forma en que las personas seleccionan la acción y evalúan los eventos".  Su hipótesis era que los valores universales se relacionarían con tres tipos diferentes de necesidades humanas: necesidades biológicas, necesidades de coordinación social y necesidades relacionadas con el bienestar y la supervivencia de los grupos. Los resultados de Schwartz a partir de una serie de estudios que incluían encuestas a más de 25 000 personas en 44 países con una amplia gama de tipos culturales diferentes sugieren que hay cincuenta y seis valores universales específicos y diez tipos de valor universal. Los diez tipos de valores universales de Schwartz son: poder, consecución, hedonismo, estimulación, autodirección, universalismo, benevolencia, tradición, conformidad, y seguridad. A continuación se presentan cada uno de los tipos de valores, con los valores específicos relacionados a su lado:
- Poder: autoridad; liderazgo; dominio, poder social, riqueza social
- Logros: éxito; capacidad; ambición; influencia; inteligencia; autoestima
- Hedonismo: placer, disfrutar de la vida
- Estimulación: actividades audaces; vida variada; vida emocionante
- Autodirección: creatividad; libertad; independencia; curiosidad; elección de objetivos propios
- Universalismo: amplitud de miras; sabiduría; social justicia; igualdad; un mundo en paz; un mundo de belleza; unidad con la naturaleza; protección del ambiente; armonía interior
- Benevolencia: ayuda; honestidad; perdón; lealtad; responsabilidad; amistad
- Tradición: aceptar la propia parte de la vida; humildad; devoción; respeto a la tradición; moderación
- Conformidad: autodisciplina; obediencia
- Seguridad: pulcritud; seguridad familiar; seguridad nacional; estabilidad del orden social; reciprocidad de favores; salud; sentido de pertenencia

Schwartz También probó un undécimo valor universal posible, la "espiritualidad", o 'el objetivo de encontrar sentido de la vida', pero descubrió que no parece para ser reconocido en todas las  culturas.